# Mìn chống người

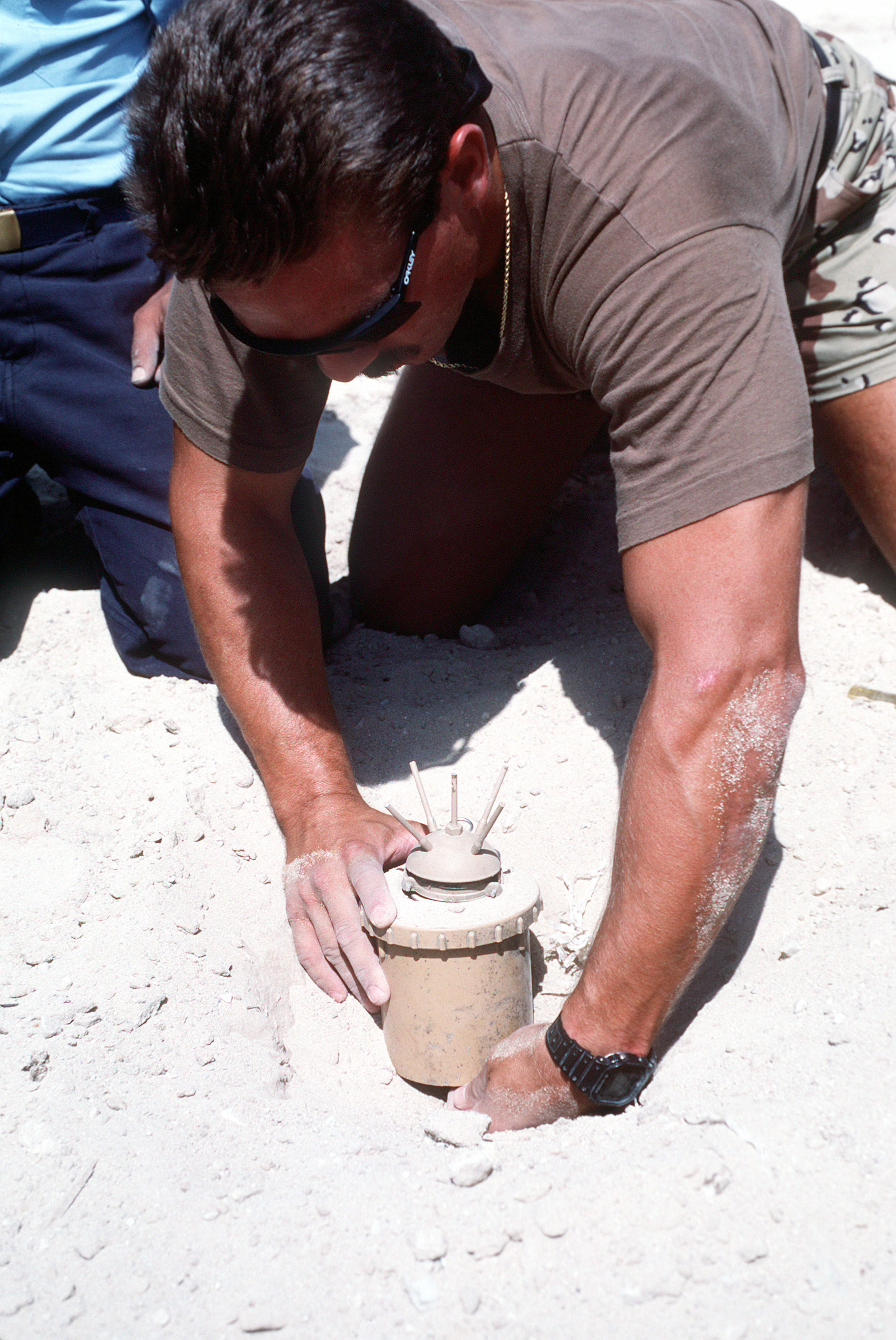
Mìn nhảy Valmara 69 của Italia.

Mìn chống người là những loại mìn được thiết kế, sử dụng để chống lại con người. Mìn chống người khác với các mìn chống tăng dùng để chống lại các xe tăng, thiết giáp.
Mìn chống người thường được thiết kế để gây sát thương cho con người, để làm tăng các yêu cầu hỗ trợ về hậu cần, cấp cứu đồng thời làm suy yếu, giảm sức chiến đấu của đối phương. Một vài loại mìn chống người có thể cũng làm hỏng các bánh lốp của các xe có bánh.
Mìn chống người có thể được phân thành các loại: mìn nổ phá, mìn sát thương (gồm mìn định hướng, mìn nhảy, mìn cọc).
Chiến dịch quốc tế vận động cho việc cấm mìn đã phát triển rộng khắp. Năm 1997, hiệp ước Ottawa về việc cấm mìn đã được nhiều nước ký kết, tuy nhiên một số nước vẫn chưa tham gia vào hiệp ước này, trong đó có Hoa Kỳ, Nga, Trung Quốc Ấn Độ, và Việt Nam.

## Sử dụng
Mìn chống người cũng được sử dụng tương tự như mìn chống tăng bằng cách bố trí các bãi mìn dọc theo biên của một ví trí chiến lược, hay của một vị trí phòng thủ trọng điểm nào đó. Tuy nhiên, mìn chống người thường có cỡ nhỏ hơn, điều này cho phép các máy bay trực thăng có thể rải mìn nhanh chóng, dày đặc các mìn trong một vùng diện tích cần bố trí bãi mìn. Mìn mặt đất cũng có thể được đặt bằng tay.

## Mìn nổ phá
Mìn này được kích nổ bằng lực đè lên mìn, khi nổ chúng gây thương vong chủ yếu và trực tiếp bằng sóng nổ từ vụ nổ. 

### Các thành phần

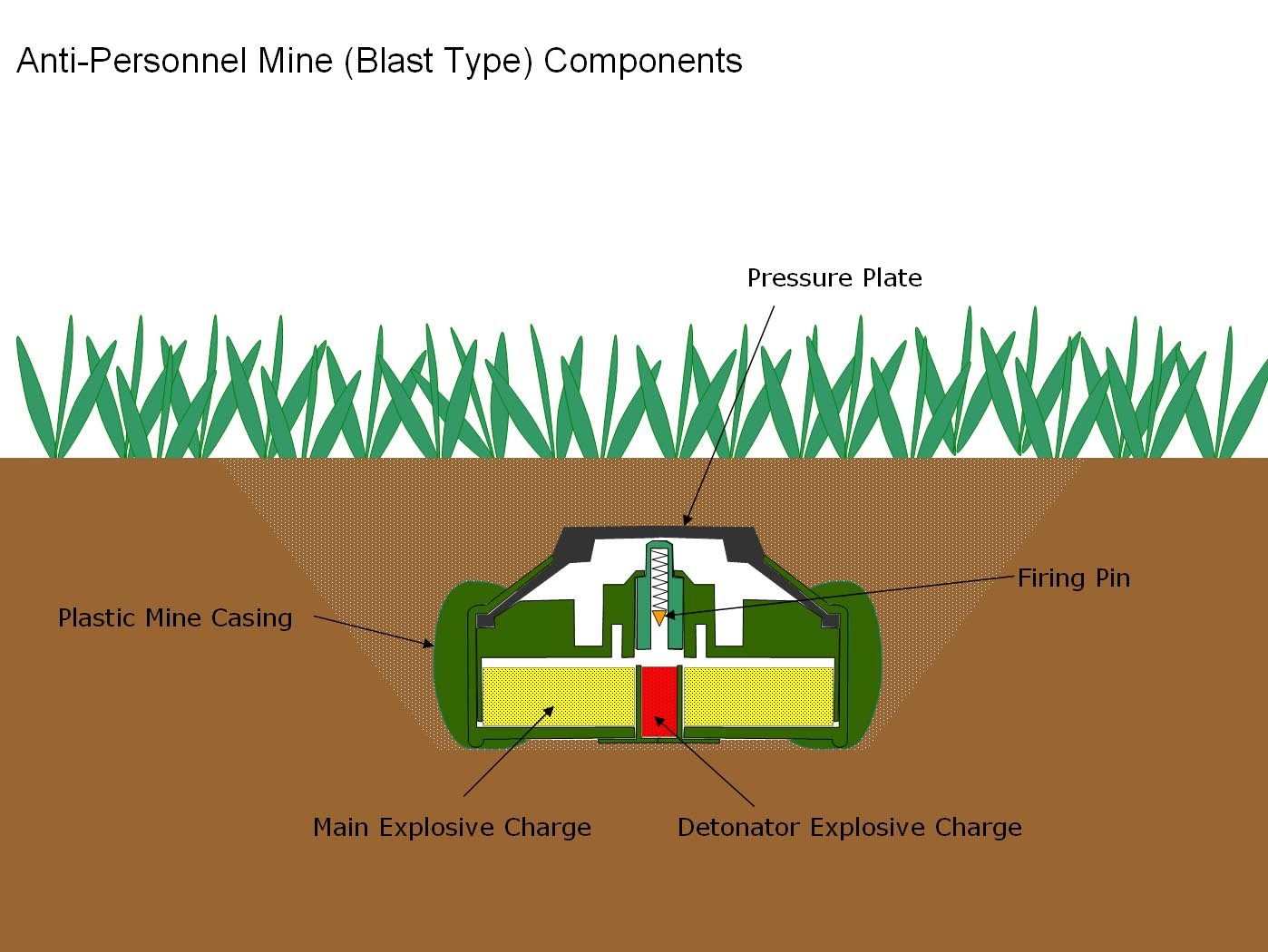
Typical components of an anti-personnel blast mine.

#### Vỏ mìn
Vỏ mìn để chứa các bộ phận của mìn và bảo vệ mìn khỏi ảnh hưởng của môi trường. Các vỏ mìn trước đây, trong Chiến tranh Thế giới lần II thường được làm bằng vỏ thép, chúng có thể được phát hiện bởi các máy dò mìn thông thường dựa trên nguyên lý từ trường. Ngày này, hầu hết các mìn nổ phá chống người có vỏ bằng nhựa, các loại mìn này rất khó phát hiện bằng máy dò mìn.

#### Chất nổ
Các thuốc nổ hay sử dụng trong mìn chống người loại này là TNT hay tetryl.

### Triển khai
Các mìn chống người được chôn dưới đất, cách mặt đất từ 10 đến 40 mm, chúng cũng có thể được vùi trong các lá cây hay dưới các viên đá. Chúng được kích nổ bằng lực đè, thường là từ người dẫm lên chúng, đôi khi cũng có thể do các xe đi qua chúng.

## Mìn sát thương
Trong khi các mìn nổ phá gây sát thương bằng sóng nổ, mìn sát thương gây thương vong đối phương ở gần đó bằng các mảnh văng, hay các viên bi (Mìn S của Đức là loại điển hình trong các loại này).
Các mìn sát thương thường có kích thước lớn hơn và nặng hơn so với mìn nổ phá, có vỏ bằng thép nặng từ một đến vài kg. Do vậy chúng tương đối dễ phát hiện ra bởi các máy dò mìn.

## Mìn cọc

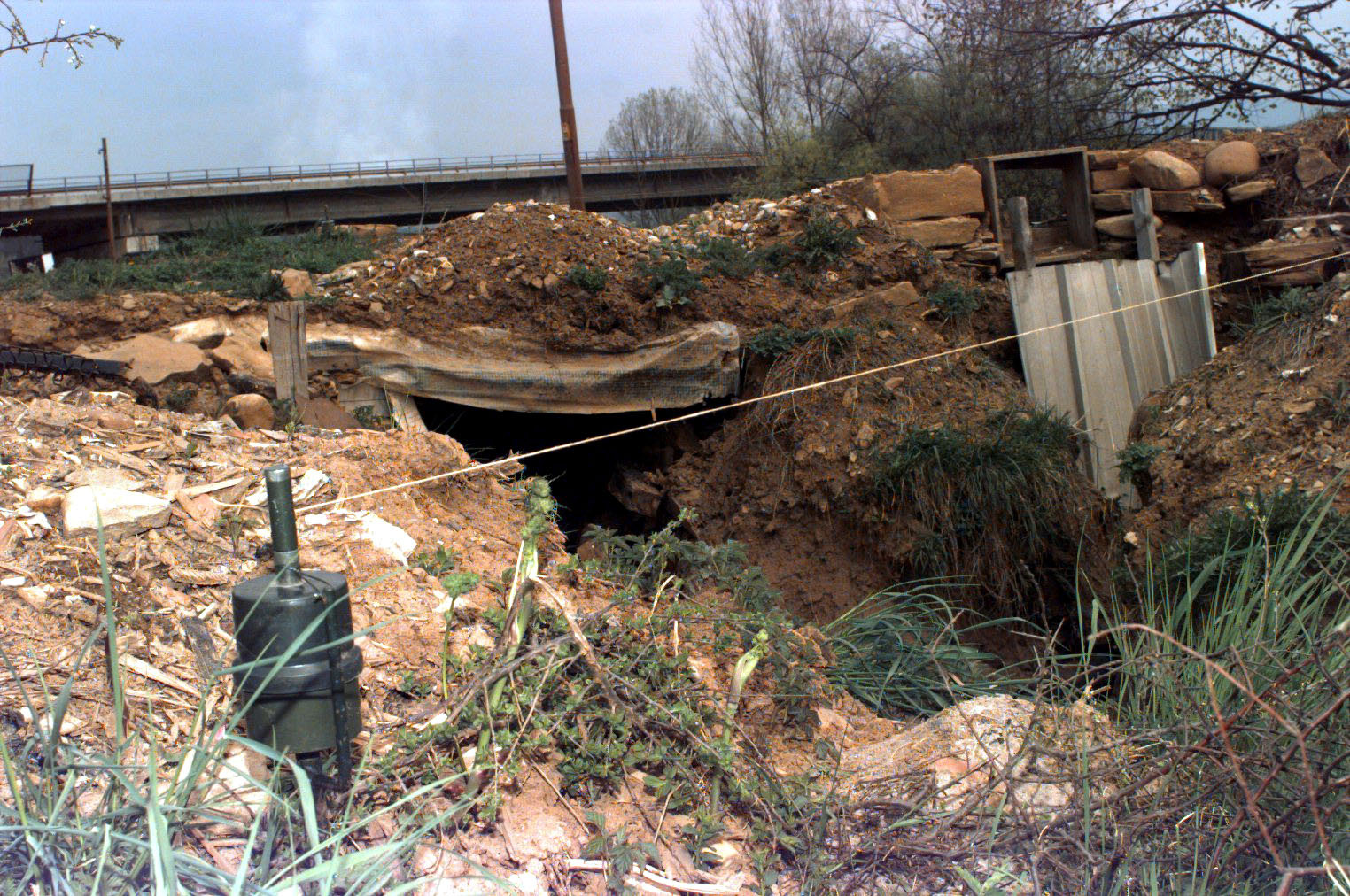
Mìn cọc của Nam Tư IMP, Balkans 1996

Mìn này có hình dạng cọc, sử dụng dây bẫy nối giữa mìn và một cái cọc hay một cái cây gần đó để kích nổ. Có các loại dây căng nổ hoặc chùng nổ, có trường hợp căng hay chùng đều nổ.

## Mìn nhảy
Loại mìn này bố trí dưới đất, nhưng ở phía đáy của mìn có một lượng nổ đẩy, khi nạn nhân kích hoạt vào ngòi nổ của mìn, liều nổ dưới đáy mìn sẽ gây nổ liều nổ ở đáy và đẩy quả mìn lên trên cách mặt đất khoảng 0,8 đến 1,2 m. Ở vị trí này mìn mới nổ, và hiệu quả sát thương tiêu diệt mục tiêu là cao nhất.

## Mìn định hướng

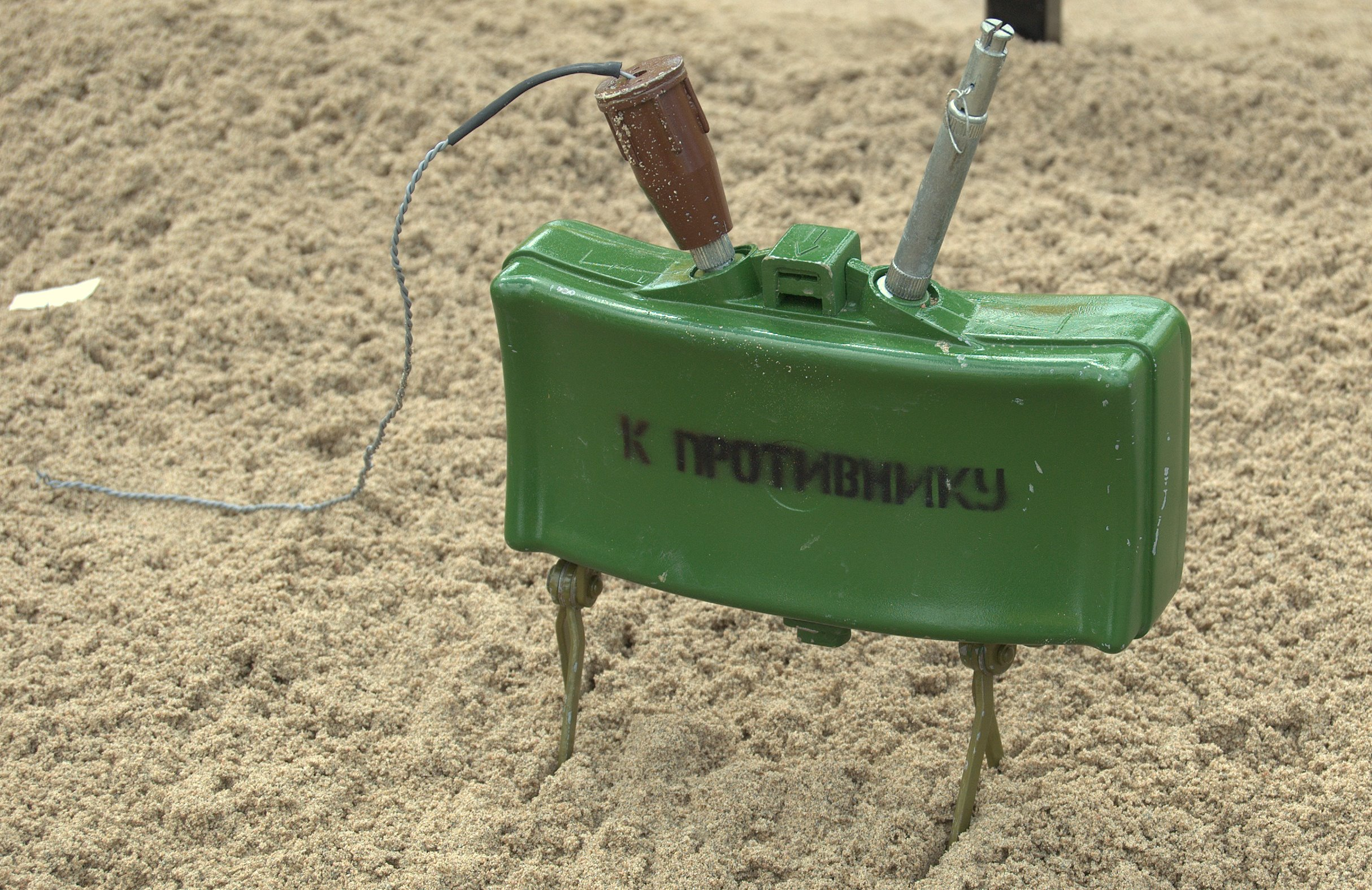
Mìn định hướng MON-50 của Nga

Loại mìn này khi nổ, hiệu ứng sát thương tiêu diệt mục tiêu được tập trung ở một hướng nhất định, ở hướng này hiệu quả sát thương tiêu diệt mục tiêu lớn nhất, hướng tập trung năng lượng nổ được đặt quay về phía đối phương. Loại mìn này có thể kich nổ bằng máy điểm hoả từ xa, cũng có thể dùng dây bẫy để gây nổ.
M18A1 Claymore là quả mìn điển hình của loại mìn định hướng, mìn này được nhiều nước sao chép cả hợp pháp lẫn không hợp pháp, chế tạo theo thành các dạng mìn định hướng khác nhau.